# Špilberk (katastrální území)

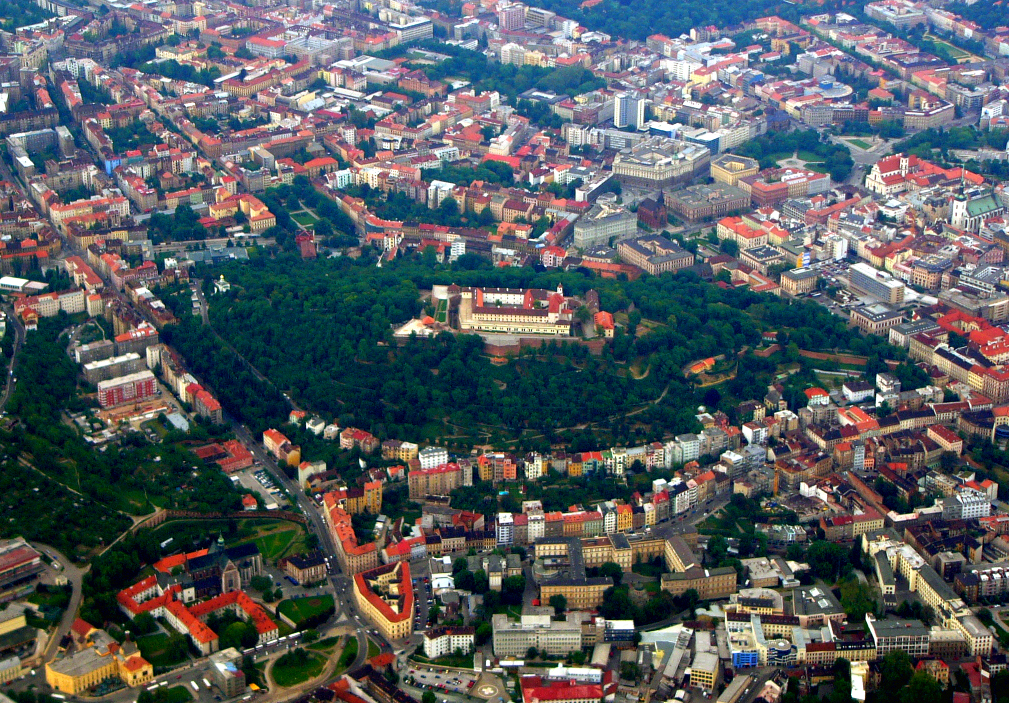
Pahorek s hradem Špilberkem, přibližně kopírující bývalé katastrální území

Již zrušené katastrální území Špilberk se rozkládalo do druhé poloviny 60. let 20. století ve střední části moderní brněnské městské části Brno-střed. Jeho jádro tvořil hrad Špilberk, téměř celý přilehlý park a domy na rohu Husovy a Údolní ulice.

## Historický přehled
Samostatné katastrální území Špilberk vzniklo pravděpodobně proto, že roku 1620 byl v důsledku bělohorské porážky hrad Špilberk s přilehlým okolím císařem Ferdinandem II. městu zkonfiskován. Katastrální území Špilberk zahrnovalo do roku 1940 jen hrad Špilberk, téměř celý přilehlý park, fortifikační území mezi hradem a městským opevněním při ulici Husova (západní části domů Husova 10, 12, 14, Besední 17, a celé domy Husova 18 a 20) a domy Husova 9, 11, 13, 15 a 17, Údolní 1 a 3, Pekařská 4 a 6, Pellicova 1a, 1b, 2a, 2b a 3. Severní hranice sledovala jižní hranici zahrad patřících k domům na jižní straně Údolní ulice.
Roku 1940 byly při první katastrální reformě Brna ke katastru Špilberku připojena část katastru Křížové a nepatrná okrajová část katastrálního území Staré Brno a Vídeňka. Roku 1942 pak bylo ke Špilberku připojeno celé tehdy zrušené katastrální území Švábská, téměř celé tehdy zrušené katastrální území Malá Nová Ulice, malá okrajová část katastrálního území Velká Nová Ulice a Červená (domy Pekárenská 2, 4, 6, 8, 10 a 14), severní část tehdy zrušeného katastrálního území Pekařské, severní část tehdy zrušeného katastrálního území U Svaté Anny (domy na severní straně Anenské ulice), nepatrná část tehdy zrušeného katastrálního území V Jirchářích a nepatrná část původního katastrálního území Město Brno (dům Husova 7 a Komenského 3 a 4). Zároveň katastrální území Špilberk ztratilo ve prospěch Města Brna východní stranu Husovy ulice. Hranici nyní tvořily ulice Úvoz, Gorkého, Veveří, Pekárenská, Kounicova, Žerotínovo náměstí, Komenského náměstí, Husova, Pekařská, Leitnerova, Anenská, a opět Pekařská.
Při radikální druhé katastrální reformě Brna z let 1966–1969 pak bylo katastrální území Špilberk zrušeno. Celý původní katastr Špilberku byl tehdy připojen k Městu Brnu, území připojená ke Špilberku v letech 1940 a 1942 byla nově rozdělena mezi moderní katastrální území Město Brno, Staré Brno a Veveří.

### Vývoj správní příslušnosti od roku 1947
- 1947–1949 – katastrální území Špilberk bylo součástí městského obvodu Brno I.
- 1949–1954 – katastrální území Špilberk rozděleno mezi městské obvody Brno I. (především celý původní katastr Špilberku), Brno II. (severní část rozšířeného katastru) a Brno V. (jihozápadní část rozšířeného katastru).
- 1954–1971 (?) – katastrální území Špilberk rozděleno mezi městské obvody Brno I. (jižní část včetně celého původního katastru) a Brno II. (severní část rozšířeného katastru)
- 1971–1990 – většina již zrušeného katastrálního území Špilberk včetně původního katastru součástí městského obvodu Brno I., severní část součástí městského obvodu Brno II.
- od 1990 součást městské části Brno-střed.